# Arteriosclerose
Arteriosclerose of slagaderverharding (Oudgrieks ἀρτηρία artería = slagader en σκλήρωσις sklérōsis = verharding) is een degeneratie van het weefsel van de wand van slagaders. Door deze verharding, voornamelijk van de tunica intima, vermindert de elasticiteit van de slagaders. Hierdoor kunnen ze zich moeilijker aanpassen wanneer er een groter debiet wordt gevraagd, zoals tijdens inspanning. De verkalking van de wand ontstaat wanneer plaque van vetstoffen zich afzet tegen de binnenwand van de slagader, ophoopt en de normale bloedstroom vertraagt of belemmert. Dat plaque vernauwt de bloedvaten en kan een aneurysma (een zwelling of uitstulping in de slagader) veroorzaken. Dat aneurysma kan scheuren.
De meest bekende vorm van arteriosclerose is atherosclerose. Deze twee worden ten onrechte vaak met elkaar verward. Atherosclerose is een verharding die specifiek wordt veroorzaakt door een atheroomplaat.
Arteriosclerose komt meestal eerst voor in de aorta doordat vooral het begin van de aorta voornamelijk uit elastisch bindweefsel bestaat. Het elastine breekt en rafelt door de chronische pulsatiele belasting door het hart en wordt vervangen door collageen. Vergevorderde stadia van atherosclerose worden echter vaak het eerst opgemerkt in been en voet.
Calciumafzetting in de vaatwand draagt bij tot de vernauwing en verharding van de slagader. Bij arteriosclerosis obliterans wordt de slagader helemaal afgesloten door dit proces. Arteriosclerose komt frequent voor bij oudere mensen. Arteriosclerose komt alleen voor in de slagaders die onder hoge druk staan.
Risicofactoren zijn:
- het mannelijk geslacht
- persoonlijke of familiale voorgeschiedenis van hart- en vaatziekten (beroerte, hartinfarct)
- diabetes mellitus
- roken
- arteriële hypertensie
- hemodialyse

Arteriosclerose is niet slechts een moderne aandoening van de industriële samenleving. De evolutionaire mismatchaandoening is ook gevonden bij een derde van de mummies van vier oude beschavingen in het oude Egypte, Peru, de Pueblocultuur en de Ungangan. Een vroeg voorbeeld is de Egyptische prinses Ahmose-Henoettamehoe.